# Гигантская летяга
Гигантская летяга (лат. Petaurista petaurista) — вид грызунов из рода гигантских летяг семейства беличьих. Обитает в северной части Южной Азии, на юге Китая и в Юго-Восточной Азии. Мех тёмно-красный с чёрными «чулками» на лапах. Длина тела 42 см. Хвост длинный и служит стабилизатором, когда летяга планирует между деревьями. Это ночное животное, оно питается главным образом листьями, фруктами и орехами, а иногда и насекомыми. Этот вид не сталкивается с конкретными угрозами, кроме продолжающегося уничтожения среды обитания. Он широко распространён и достаточно многочислен, поэтому в Красной книге МСОП он значится как «вид под наименьшей угрозой».

## Распространение
Гигантская летяга обитает в Азии, её ареал простирается от Афганистана, через северную Индию и Пакистан до Явы и Тайваня, а также Шри-Ланки. Её также можно встретить на части острова Борнео. Этот вид был зарегистрирован на территории Западной Малайзии, включая Пенанг, остров Тиоман, а также Сингапур. Этот вид также был зарегистрирован из многих местностей по всему Сабаху и Сараваку, до 900 м на горе Кинабалу, исключая ареал подвида Petaurista petaurista nigrescens, известный только из лесов вокруг залива Сандакан к северу от реки Кинабатанган.

## Внешний вид и строение
Как и другие белки-летяги, этот вид имеет кожаные мембраны между передними и задними лапами, которые служат для планирования по воздуху между деревьями. У них тёмно-красная окраска за исключением чёрных волос на носу, подбородке, вокруг глаз, за ушами, на лапах и хвосте. Глаза большие. По сравнению с другими видами белок это крупное животное. Средняя длина тела 42 см, хвост длинный и тонкий.

## Экология и среда обитания
В дикой природе гигантская летяга питается в первую очередь шишками, листьями и ветвями, также фруктами и орехами, а иногда и насекомыми. Она способна планировать по воздуху на большие расстояния. Были сообщения о полётах до 75 метров и дальше; она планирует, как правило, под углом 40—60 градусов от горизонтали, иногда под более крутым углом для более коротких перелётов. Они селятся в дуплах не менее чем в 10 м над землей. Гигантская летяга является ночным животным и не впадает в зимнюю спячку, а мигрирует в районы с большим количеством пищи. Гигантская летяга может селиться на плантациях хвойных деревьев. Она наиболее активна между закатом и полночью, а размер индивидуальных участков взрослых самцов на плантациях хвойных пород оценивается в 3,2 га.

## Размножение
Считается, что брачный период у этого грызуна наступает дважды в год, но самки обычно размножаются раз в год. Молодые рождаются в феврале и августе, число детёнышей в помёте от одного до двух.